# Balleyara
Balleyara (auch: Baléyara) ist eine Kleinstadt in Niger. Sie ist der Hauptort der Landgemeinde Tagazar und des gleichnamigen Departements Balleyara.

## Geographie
Balleyara liegt etwa 85 Kilometer nordöstlich der nigrischen Hauptstadt Niamey am Trockental Dallol Bosso. Das Stadtgebiet ist in acht Stadtviertel (quartiers) gegliedert: Aggou, Château, Jidakamat, OPVN, Tourakou, Zargagadan, Zongo und Zongo II. Größere Dörfer in der Umgebung von Balleyara sind Fandou Mayaki im Nordwesten, Damana im Nordosten, Tabla im Südosten und Winditane im Südwesten.
Die Stadt ist wie die gesamte Gemeinde Tagazar Teil der Übergangszone zwischen Sahel und Sudan. Sie gehört zu einer etwa 70.000 Hektar großen Important Bird Area, die unter der Bezeichnung Dallol Boboye den mittleren Abschnitt des Dallol Bosso vom Stadtzentrum von Filingué bis circa 15 Kilometer südlich von Balleyara umfasst.

## Geschichte
Die Viertel Aggou und Jidakamat bestanden als kleine Weiler bereits vor der Gründung der Stadt, die in den 1940er Jahren erfolgte. Der Ortsname Balleyara bedeutet „kleiner Markt der Bella“. Er geht darauf zurück, dass aus Jidakamat stammende Angehörige der Bella, schwarzer Sklaven, beschlossen, ihren eigenen Markt zu errichten, nachdem sie auf bestehenden Märkten in der Region, etwa in Tabla, regelmäßig beraubt und gequält worden waren. Die Gründung des Marktes war mit aufwendigen Ritualen verbunden. So wurde Sand aus den großen Handelszentren Kano, Maiduguri und Sokoto herbeigeschafft und an der Stätte des neuen Markts eingegraben. Von Beginn an stark von Bella frequentiert, entwickelte sich der Markt rasch und glich bald jenen in den großen Städten Westafrikas. Sein Standort wurde bis ins 21. Jahrhundert mehrmals gewechselt.
In Balleyara wurde 1971 ein Verwaltungsposten (poste administratif) eingerichtet, eine von einem chef de poste administratif geleitete untere Verwaltungseinheit. Wenige Jahre später löste Balleyara das Dorf Tabla als Hauptort von Tagazar ab. Der Verwaltungsposten von Balleyara wurde 2011 aus dem Departement Filingué herausgelöst und zum Departement Balleyara erhoben.

## Bevölkerung
Bei der Volkszählung 2012 hatte Balleyara 16.063 Einwohner, die in 2375 Haushalten lebten. Bei der Volkszählung 2001 betrug die Einwohnerzahl 10.868 in 1261 Haushalten und bei der Volkszählung 1988 belief sich die Einwohnerzahl auf 6042 in 1058 Haushalten.

## Kultur und Sehenswürdigkeiten
An der westlichen Seite des Marktes steht eine kleine Moschee in traditioneller Lehmbauweise, die vor allem von Marktbesuchern von außerhalb frequentiert wird. Sie weist einen quadratischen Grundriss und einen quaderförmigen Mihrāb-Vorbau auf. Der schmucklose und ungegliederte Bau ist fast baugleich mit einer Lehmmoschee in Namaro.

## Wirtschaft und Infrastruktur

### Wirtschaft
Der Markttag in Balleyara ist der Sonntag. Der Viehmarkt gilt als einer der bedeutendsten innerhalb der Westafrikanischen Wirtschafts- und Währungsunion. Viehhändler aus Mali haben stark zu seiner Entwicklung beigetragen. Das Vieh stammt vor allem aus den westnigrischen Orten Ouallam, Mangaïzé, Banibangou, Filingué, Mokko, Hamdallaye und Abala. Es ist oft für den Export unter anderem nach Nigeria, Benin, Togo und die Elfenbeinküste bestimmt. Zu den weiteren am Markt gehandelten Waren gehören Gewürze, Reis, Nudeln, Gemüse, Augenbohnen und Hirse. Balleyara ist ein wichtiges Zentrum für den Gemüseanbau. Es wird unter anderem die Zwiebelsorte Violet de Galmi produziert. Der Markt führte zur Entstehung eines Rotlichtviertels, das in der Sprache Zarma als fada danfana („Gebiet des Salamanders“) bezeichnet wird.
Das staatliche Versorgungszentrum für landwirtschaftliche Betriebsmittel und Materialien (CAIMA) betreibt eine Verkaufsstelle in der Stadt. Die Niederschlagsmessstation von Balleyara liegt auf 202 m Höhe und wurde 1978 in Betrieb genommen. Die Anti-Sklaverei-Organisation Timidria unterhält in Balleyara ein Büro.

### Gesundheit und Bildung
Mit einem Centre de Santé Intégré (CSI) ist ein Gesundheitszentrum vorhanden. Der CEG Balleyara ist eine Schule der Sekundarstufe des Typs Collège d’Enseignement Général. Der Collège d’Enseignement Technique de Balleyara (CET Balleyara) ist eine technische Fachschule. Das Berufsausbildungszentrum Centre de Formation aux Métiers de Balleyara (CFM Balleyara) bietet Lehrgänge in Landwirtschaftsmechanik, familiärer Wirtschaft und Tischlerei an. Im Jahr 2011 wurde in der Stadt unter der Leitung des Bildhauers Issoufou Lankondé die erste Kunstschule Nigers eröffnet.

### Verkehr
Durch Balleyara verläuft die 868 Kilometer lange Nationalstraße 25 zwischen den Städten Niamey und Agadez. Der Streckenabschnitt bis Niamey wurde 1983 von einem französischen Unternehmen asphaltiert. Eine Sanierung des Streckenabschnitts bis Filingué mit Mitteln der Europäischen Union wurde 2019 abgeschlossen. In Balleyara zweigt die 150,3 Kilometer lange Nationalstraße 38 nach Banibangou von der Nationalstraße 25 ab.